# جستين غاستون
جستين غاستون (بالإنجليزية: Justin Gaston)‏ مواليد 12 أغسطس 1988 في بينيفيلي، الولايات المتحدة، هو ممثل أمريكي.

## الأعمال

### أفلام
- تغيير اللعبة (2012) (بدور: ليفي جونستون)

### مسلسلات
- غلي (2009)
- أيام حياتنا (2014)

## روابط خارجية
- جستين غاستون على موقع IMDb (الإنجليزية)
- جستين غاستون على موقع ألو سيني (الفرنسية)
- جستين غاستون على موقع ميوزك برينز (الإنجليزية)
- جستين غاستون على موقع أول موفي (الإنجليزية)
- جستين غاستون على موقع قاعدة بيانات الفيلم (الإنجليزية)
- جستين غاستون على موقع كينوبويسك (الروسية)